# Olavo Pires
Olavo Gomes Pires Filho, ou apenas Olavo Pires, (Catalão, 29 de agosto de 1938 – Porto Velho, 16 de outubro de 1990) foi empresário e político brasileiro, outrora deputado federal e senador por Rondônia.

## Dados biográficos

### Carreira política
Filho de Olavo Gomes Pires e Ruth de Freitas Pires. Técnico em Contabilidade, migrou em 1977 para Rondônia, onde firmou-se na retífica de máquinas pesadas, expandindo seus negócios como empresário na venda de tratores, fazendeiro e madeireiro. Iniciou sua carreira política elegendo-se deputado federal pelo PMDB em 1982 e como tal votou a favor da Emenda Dante de Oliveira em 1984 e em Tancredo Neves no Colégio Eleitoral em 1985. Eleito senador por uma sublegenda do PMDB em 1986, ingressou no PTB quatro meses antes de subscrever a Constituição de 1988.
Pai de Emerson Olavo Pires, eleito deputado federal por Rondônia em 1994.

### Assassinato
Candidato a governador de Rondônia em 1990, terminou o primeiro turno com a maior votação, entretanto sua campanha chegou ao fim em 16 de outubro, quando foi atingido por duas rajadas de tiros disparados de submetralhadora nove milímetros: uma disparada em frente à sua empresa, Vepesa Motorauto, e a outra quando já estava caído no chão, envolto em sangue. Sete suspeitos foram presos dois dias depois e a arma do crime identificada, assim como o possível autor dos disparos e o condutor do Gol branco que deu fuga ao executor, porém as diferentes linhas de investigação seguidas pela Polícia Civil e as versões contraditórias de investigados e testemunhas diluíram a repercussão do caso, cuja consequência imediata foi a realização do segundo turno entre Valdir Raupp e Osvaldo Piana, este último convocado para a disputa em razão do infausto acontecimento envolvendo Olavo Pires, passando de terceiro colocado nas urnas a governador do estado de Rondônia.
Quando investigou o caso tempos depois, a CPI da Pistolagem atestou a lisura dos negócios e da fortuna de Olavo Pires, segundo o relator, deputado Edmundo Galdino. Porém, o relatório final não trazia o indiciamento formal de acusados e suspeitos do crime. Para o presidente da CPI, deputado Vital do Rêgo, não competia à mesma pedir indiciamentos, somente encaminhar os autos para análise do Ministério Público.
Em 2009, dois indivíduos apontados como relacionados ao assassinato de Olavo Pires foram presos.